# Homo sine pecunia est imago mortis
Homo sine pecunia est imago mortis è un proverbio latino. Significa: «L'uomo senza beni è l'immagine della morte».
Si usa per suggerire che chi non ha mezzi viene evitato da tutti: le persone scappano alla sua vista come di fronte alla morte.